# Disney Channel (Tyskland)
 For alternative betydninger, se Disney Channel (flertydig). (Se også artikler, som begynder med Disney Channel)
Disney Channel Tyskland er den tyske Disney Channel, den sender i Tyskland, Østrig og Schweiz.